# Manulea lurideola
Manulea lurideola — вид метеликів з родини еребід (Erebidae).

## Поширення
Вид поширений майже у всій Європі та помірній Азії аж до Японії. Живе у теплих розріджених листяних лісах, чагарникових вересах і на вересових сухих луках як на рівнинах, так і в низьких гірських хребтах.

## Опис
Метелики досягають розмаху крил 35 міліметрів. Вони мають сірі передні крила з жовтою облямівкою, яка звужується до кінчика крила. Задні крила блідо-жовтого кольору. У стані спокою крила злегка закручені.

## Спосіб життя
Метелики літають з червня по серпень. Їх можна зустріти вдень на вересі або чебреці. Гусениці сидять на вкритих лишайниками каменях або стовбурах дерев. Живляться лишайниками. Вони впадають у сплячку та заляльковуються в павутині між лишайником або корою дерев.